# Monarchy
Pour l’article ayant un titre homophone, voir Monarchie.
Monarchy est un groupe australien de synthpop, originaire de Londres, en Angleterre. composé d'Andrew Armstrong (également connu sous le nom d'Andrew « Friendly » Kornweibel ; producteur, DJ) et de Ra Black (également connu sous le nom de Ra Khahn ; voix, paroles),,. Le duo était auparavant connu sous le nom de Milke. Ils comptent quatre albums studio et deux EP.

## Histoire
En novembre 2009, Monarchy est présenté comme le « groupe du jour » sur le site web du Guardian. Le premier single de Monarchy, Gold in the Fire, sort le 1er février 2010 sur Neon Gold Records, contenant la face B Black, the Colour of My Heart. Ils enregistrent des remixes pour Ellie Goulding, Kelis, Lady Gaga, Marina and the Diamonds, Jamiroquai, Kylie Minogue, Orchestral Manoeuvres in the Dark, et Fyfe Dangerfield,.
Leur premier concert est diffusé dans l'espace depuis Cap Canaveral, en Floride, en juin 2010, ce qui fait d'eux le premier groupe à se produire en direct dans l'espace,. Depuis, ils se produisent dans diverses salles de Londres et du Royaume-Uni, notamment au XOYO et au HMV Forum, ainsi que dans des festivals tels que The Big Chill, Popaganda en Suède, Bestival, Eurosonic Festival aux Pays-Bas, MIDEM à Cannes, ainsi qu'à Paris, Dijon, Rouen, Amsterdam, et dans toute l'Europe. En 2011, ils se sont produits au Coachella Valley Music and Arts Festival, au Hay Festival et au Melt! Festival, entre autres. Monarchy joue au Together Winter Music Festival à Londres à l'Alexandra Palace le 26 novembre 2011.
Après avoir signé en février 2010 chez Mercury Records, Monarchy devait sortir son premier album éponyme en août,. Cependant, le duo est lâché par Mercury quelques mois plus tard, et la sortie de l'album est annulée,. Leur premier album est finalement publié le 11 juillet 2011 par le label discographique indépendant 100% Records sous un nouveau titre, Around the Sun, avec une liste de pistes légèrement différente. Le Guardian attribue trois cinq étoiles à l'album, déclarant que « [l]es paroles sont souvent absurdes [...] mais il y a beaucoup de plaisir ici ». Le NME attribue à l'album une note de cinq sur dix, comparant Monarchy à Hurts, The Sound of Arrows et Steps. Popjustice place Around the Sun en quatorzième position dans sa liste des meilleurs albums de 2011. Leur chanson The Phoenix Alive est reprise dans le jeu EA Sports, FIFA 12, avec un remix de Kris Menace.
Le single Disintegration de Monarchy sort en numérique le 14 janvier 2013 et met en scène la performeuse néo-burlesque Dita von Teese, qui apparaît également dans le clip de la chanson. Le duo sort le single Living Without You le 28 avril 2014. Leur pièce de théâtre Almost Human est sortie officiellement le 8 septembre 2014, après avoir été présentée en exclusivité sur le site de Vibe le 15 août. Le deuxième album studio de Monarchy, Abnocto, sort le 6 mars 2015 chez Hacan Sounds, précédé du single Dancing in the Corner le 19 janvier 2015.
Le 27 avril 2015, Armstrong annonce la séparation de Monarchy. Le 1er juin, il annonce que le duo s'était réconcilié et continuerait à tourner et à créer de la nouvelle musique. Monarchy collabore avec l'artiste de musique électronique Karma Fields sur le titre Faint Echoes, extrait de l'album New Age , sorti le 2 mars 2016. Le 6 août 2021, le groupe annonce qu'il se sépare à nouveau. Cette annonce est accompagnée de la sortie du dernier album du groupe, SYZYGY. 

## Discographie partielle

### Albums studio
- 2011 : Around the Sun
- 2015 : Abnocto
- 2019 : Mid:Night

### EP
- 2015 : Re|Vision
- 2021 : Syzygy